# Ontbijtgranen

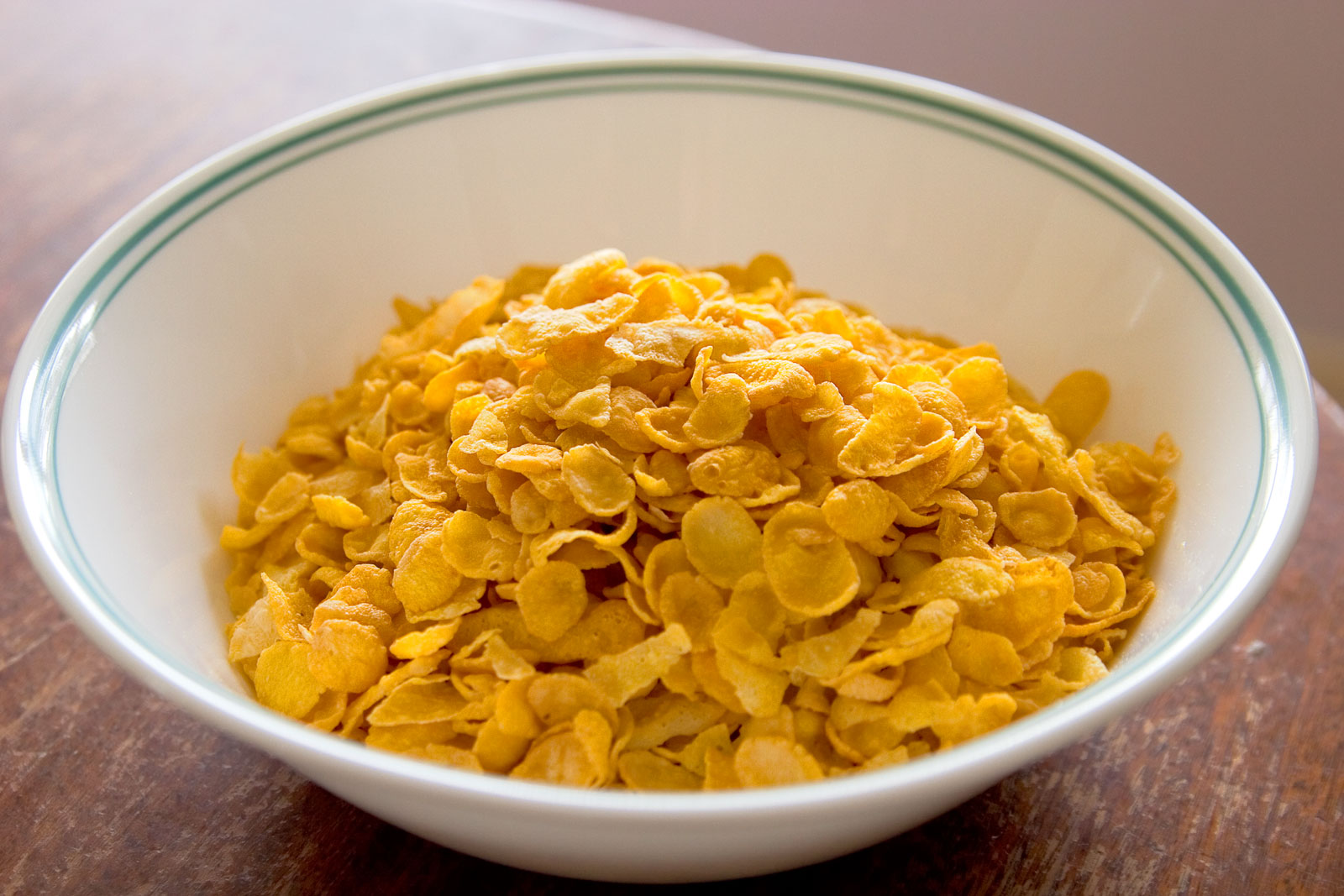
Cornflakes

Ontbijtgranen is de verzamelnaam voor op graan gebaseerde ontbijtproducten. Aan de graanbasis wordt melk of yoghurt toegevoegd en het geheel wordt eventueel op smaak gebracht met suiker of honing.
Tot de ontbijtgranen behoren onder meer:
- Muesli: volkorenmuesli, luxe muesli (granen, meestal haver, met toegevoegde vruchten en/of noten) en krokante muesli;
- (Graan)vlokken: volkorenvlokken, tarwevlokken en havervlokken (ook wel havermout genoemd);
- Cornflakes en andere cereals: cornflakes zijn op maïs gebaseerd, de overige cereals zijn, net als cornflakes, vaak kunstmatig gezoet met suiker, honing of chocolade.

Ontbijtgranen zijn doorgaans calorierijk en bevatten in meerdere of in mindere mate suikers, afhankelijk van de hoeveelheid vruchten en/of toegevoegde suikers.
Fabrikanten van ontbijtgranen zijn onder andere: Brinta (tarwe- en volkorenvlokken), Jordans (gewone, luxe en krokante muesli), Kellogg's (cornflakes en andere cereals), Quaker (havervlokken, luxe en krokante muesli (cruesli)) en Zonnatura (gewone, luxe en krokante muesli).